# Lapize
Lapize is een historisch Frans motorfietsmerk.
Lapize: Ets. Lapize, Neuilly-sur-Seine (1930-1937).
Klein Frans merk dat twee- en viertakt-machines met Aubier-Dunne-, LMP-, JAP- en andere inbouwmotoren van 98- tot 498 cc bouwde. Lapize was eigendom van Alcyon